# مدينة الملك سلمان للطاقة
مدينة الملك سلمان للطاقة أو سبارك (بالإنجليزية:spark) اختصار King Salman Energy Park هي مدينة سعودية صناعية حديثة قيد الإنشاء، تقع على مساحة 50 كيلومتراً مربعاً بالقرب من مدينة بقيق بالمنطقة الشرقية، وبجوار خط سكة حديد دول مجلس التعاون لدول الخليج العربية، وعلى بعد 40 كيلومتراً من شركة أرامكو السعودية التي تدير أعمال إنشاءها باستثمارات تبلغ نحو 1.6 مليار دولار (6 مليارات ريال).
تهدف المدينة إلى توفير سلسلة الإمدادات المرتبطة بالصناعات والخدمات المساندة لقطاعات الطاقة في المملكة والمنطقة بشكل عام، من خلال توفير بنية تحتية بمواصفات عالمية للمستثمرين العالميين في قطاعات أعمال التنقيب، وإنتاج النفط الخام وتكريره والصناعات البيتروكيميائية والطاقة الكهربائية وإنتاج المياه ومعالجتها، إذ يبلغ الإنفاق السنوي لدول مجلس التعاون على هذه القطاعات أكثر من 100 مليار دولار.
ويعد المسؤولون عن تطوير المدينة بأن المشروع سيخلق 100 ألف فرصة وظيفية مباشرة وغير مباشرة، إضافة إلى عوائده على الاقتصاد المحلي المقدرة بنحو 6 مليارات دولار (22.5 مليار ريال)، والمساهمة في الناتج المحلي الإجمالي للمملكة بأكثر من 22 بليونًا، ويستهدف توطين أكثر من 300 منشأة صناعية وخدمية حين اكتمال إنشاء المدينة.
ويتم تطوير المدينة خلال 3 مراحل، ومن المتوقع أن تنتهي الأعمال الانشائية للمرحلة الأولى في عام 2021 والتي تغطي مساحة 12 كيلومترًا مربعًا، تم حجز 60 % منها من قبل شركات عالمية، وبقيمة مليار ومائتا مليون ريال، فيما يتوقع أن يتم تطوير المدينة بالكامل بحلول عام 2035 م.

## مناطق المدينة
تنقسم المدينة إلى 5 مناطق مختلفة وهي:
- المنطقة الصناعية: وتنقسم إلى 5 مناطق متخصصة تركز على خدمات ومنتجات ومعدات التصنيع، الكهربائيات، السوائل والكيميائيات والمعادن.
- الميناء الجاف: منطقة خدمات لوجستية حديثة بالإضافة إلى منطقة جمارك يمكن ربطها مستقبلا بخط سكة حديد دول مجلس التعاون الخليجي.
- منطقة الأعمال: تضم المقر الرئيسي لشركة أرامكو السعودية بالإضافة إلى مساحات مكتبية ومحال تجارية ومطاعم.
- منطقة التدريب: وتستوعب 10 مراكز متخصصة في التدريب في قطاعات الطاقة المختلفة تهدف إلى تدريب الكوادر الوطنية وتطويرها.
- المنطقة السكنية والتجارية: تضم المجمعات والوحدات السكنية والفندقية ومرافق ترفيهية وصحية وتعليمية.

## الأعمال الأولية
في شهر سبتمبر من عام 2017 تم إنجاز غالبية التصميمات الهندسية والبدء في أعمال الإنشاء وإعداد موقع المدينة. وفي ديسمبر عام 2017، أعلنت أرامكو عن قيام شركة شلمبرجير بوضع حجر الأساس لمنشآتها داخل المدينة، كأول مستثمر في المشروع معني بإنشاء مركز تصنيع منتجات حفر آبار النفط الخام والغاز والمنتجات المرتبطة بإمداداتها، وتوقيع 12 مذكرة تفاهم بين أرامكو وبعض الشركات العالمية والمحلية ومنها هالبيرتون وبيكر هيوز.
وتخطط أرامكو لجذب أكثر من 120 مستثمر صناعي بحلول عام 2021، الوقت المحدد لنهاية المرحلة الأولى من المشروع.